# Маклаевка
Маклаевка (укр. Маклаївка, до 2016 г. — Жовтневое) — село на Украине, находится в Малинском районе Житомирской области.
Код КОАТУУ — 1823482802. Население по переписи 2001 года составляет 104 человека. Почтовый индекс — 11640. Телефонный код — 4133. Занимает площадь 1,063 км².

## Адрес местного совета
11640, Житомирская область, Малинский р-н, с. Головки